# マンリョウ
マンリョウ（万両、学名: Ardisia crenata）は、サクラソウ科ヤブコウジ属の常緑小低木。林内に生育し、冬に熟す果実が美しいので栽培され、特に名前がめでたいのでセンリョウ科のセンリョウ（千両）などとともに正月の縁起物とされる。

## 名称
和名の「マンリョウ」は、植物学者の辻井達一の説によれば、姿が似て同様に初冬に赤い実をつけるサクラソウ科のセンリョウ（千両）よりも、やや大きいことからの命名かと思われる、としている。YListによると、ナガバマンリョウ、オオマンリョウ、オオミマンリョウ、オオバマンリョウ、トガリマンリョウ、ハナタチバナの別名もある。なお、マンリョウの別名に「センリョウ」があり、センリョウの別名に「マンリョウ」があるため紛らわしい元となっている。

## 分布
日本・中国・台湾など東アジアからインドの温暖な場所に広く分布する。日本では、本州（関東地方以西）・四国・九州・沖縄に分布する。分布域はセンリョウとほぼ同じである。暖地の林に自生するほか、庭木などとしても植えられている。なお、アメリカ合衆国フロリダ州では外来有害植物として問題になっている。

## 形態・生態
常緑の小低木。高さは2メートル (m) 足らずで、センリョウよりも大きく、枝も少ない。同属のヤブコウジと似ているが、ヤブコウジは高さ10センチメートル (cm) ほどなので区別ができる。根元から新しい幹を出して株立ちとなる。
葉は互生し、葉身は長楕円形で革質、葉縁が波打ち波状の鋸歯がある。葉の波状に膨れた部分には、共生細菌が詰まった部屋が内部に形成されている。また、葉は光に透かすと黒点が見える。
花期は夏（7月ごろ）。花は白色で、小枝の先に散形花序をなす。
果実は液果で、10月ごろに赤く熟し、翌年2月ごろまで枝に見られる。赤い実と緑色の葉のコントラストが美しい。栽培品種には白や黄色の果実もある。

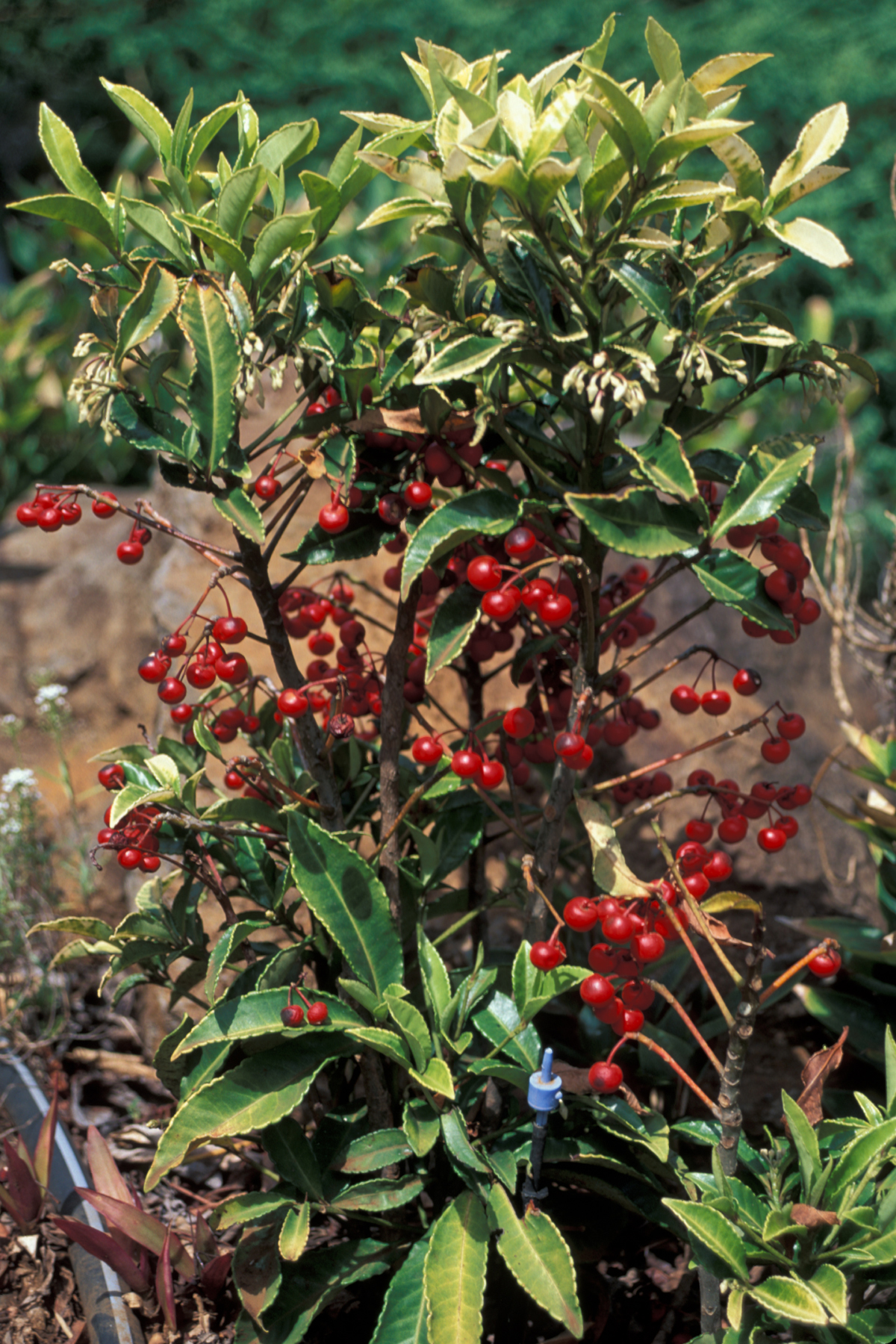
株立ちした本種
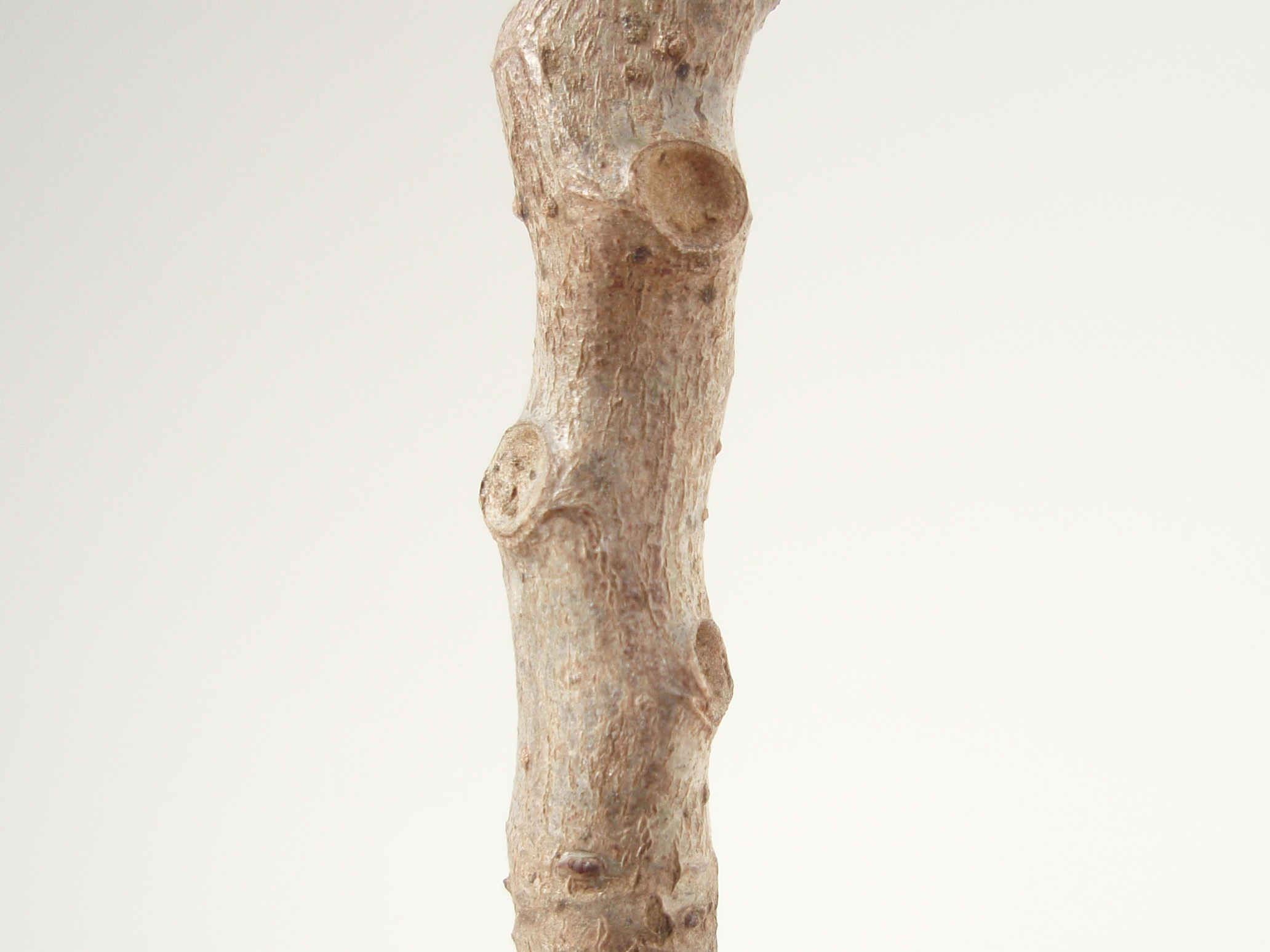
幹
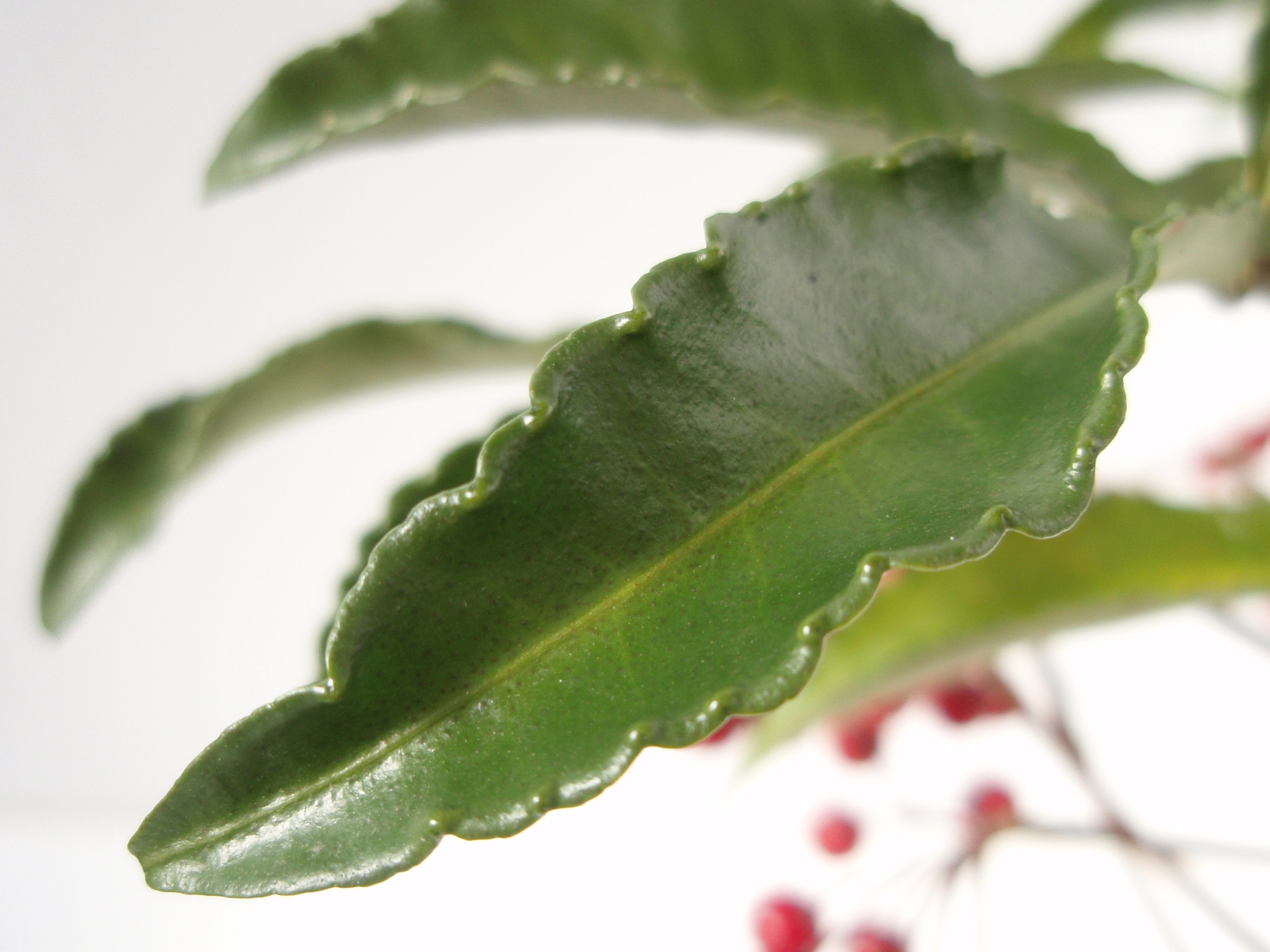
葉
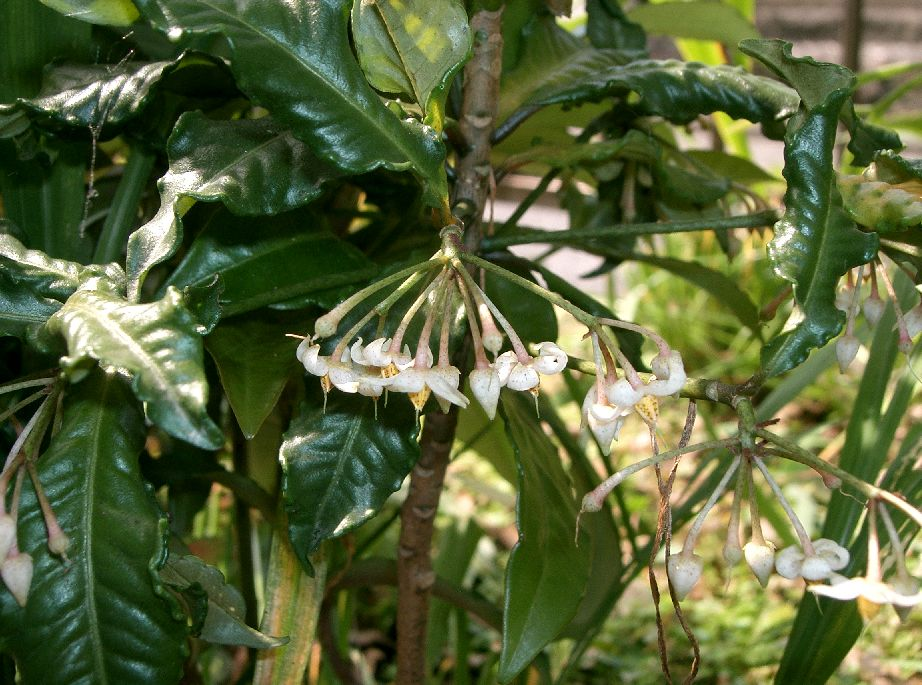
花
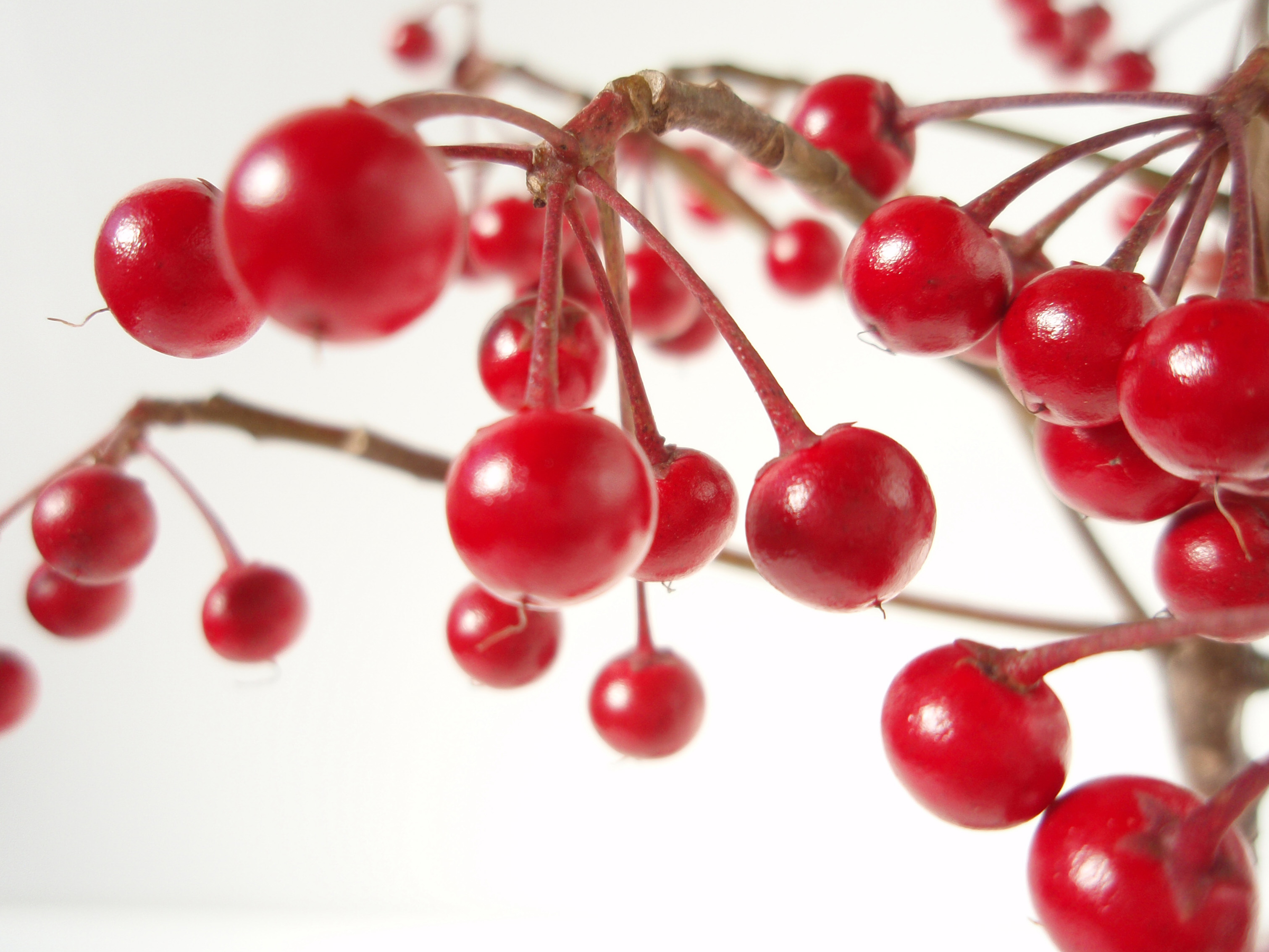
果実
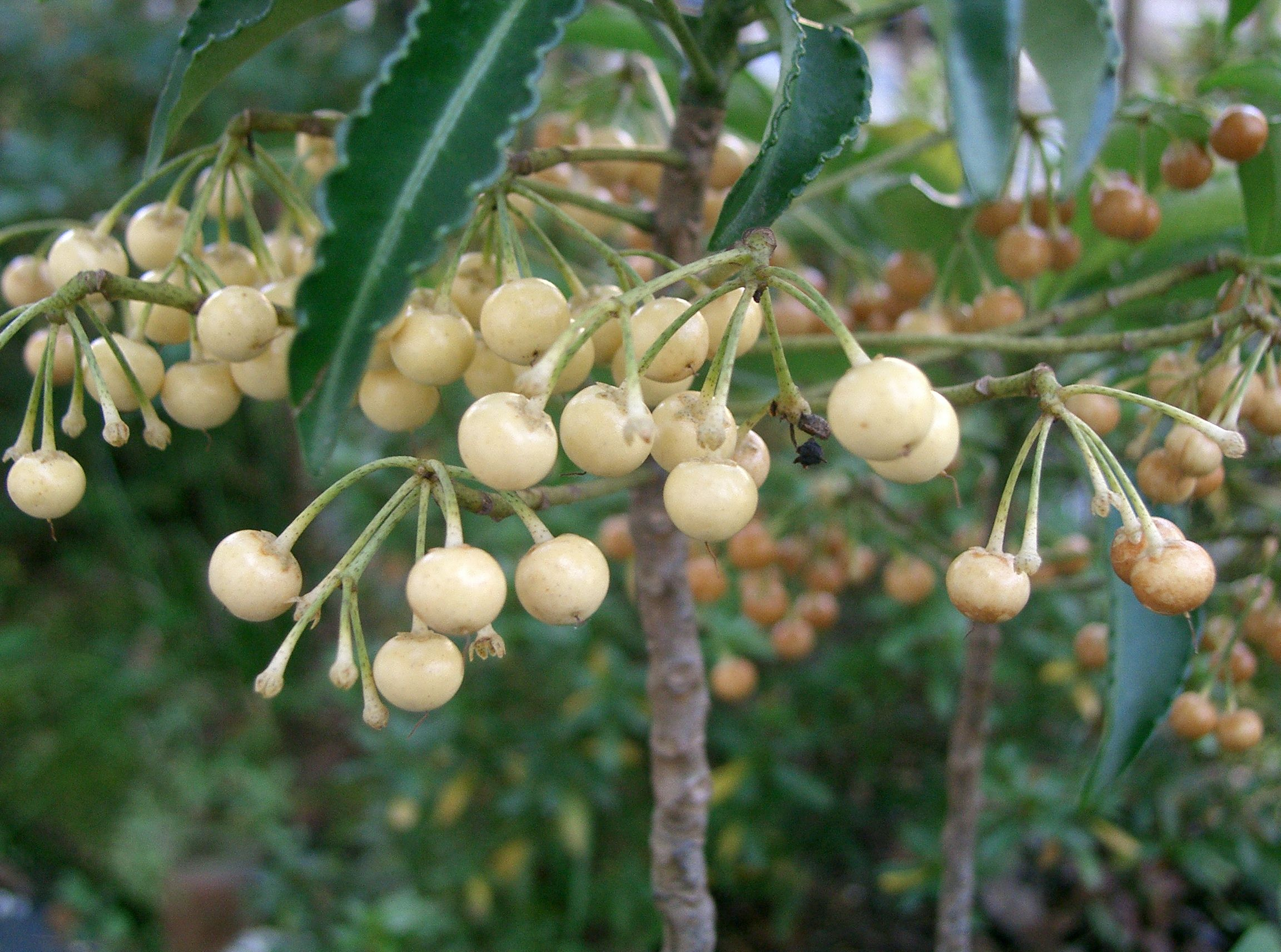
果実が熟しても赤くならない品種
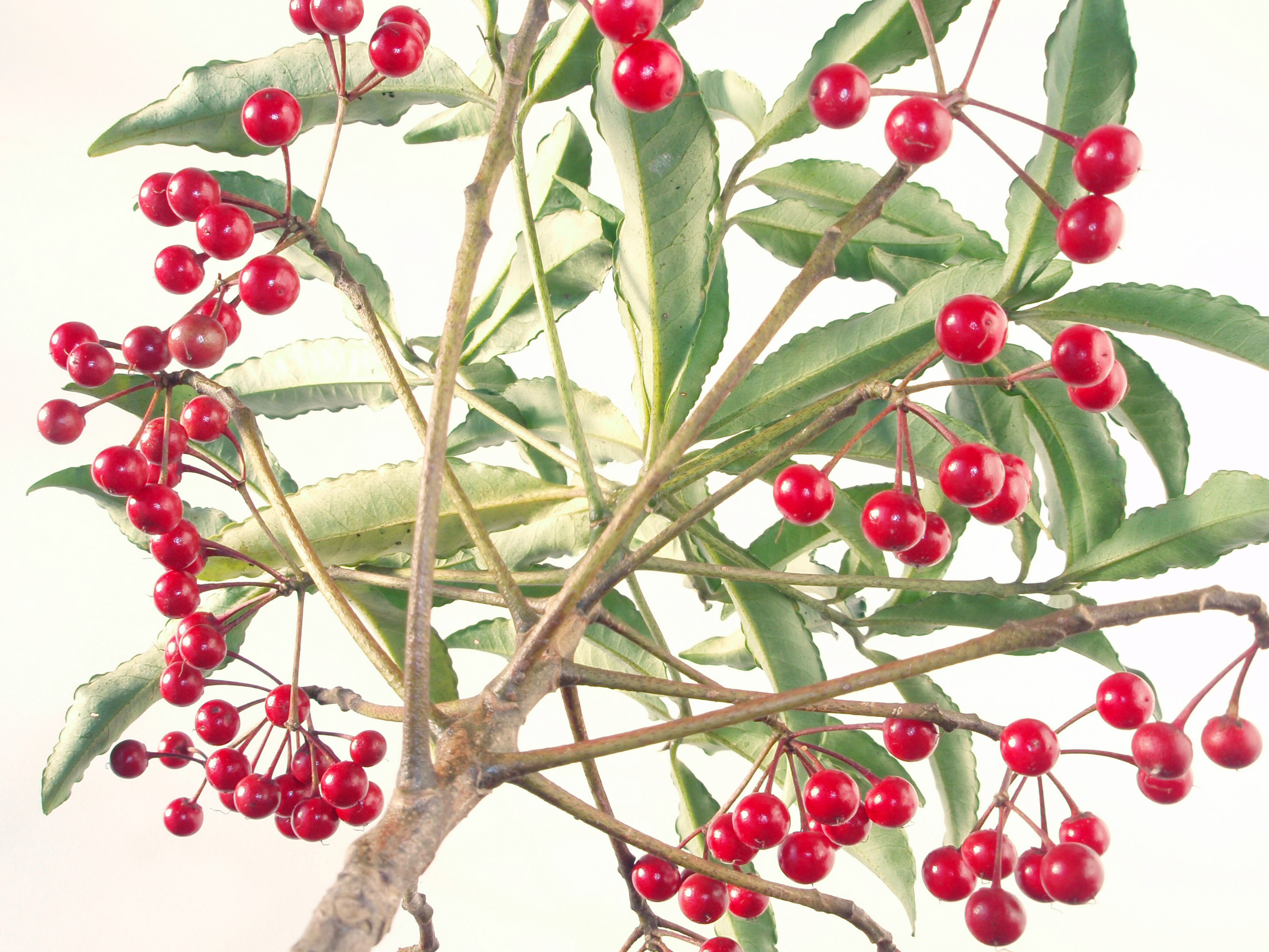
果実は葉の下に幹を囲むように付く
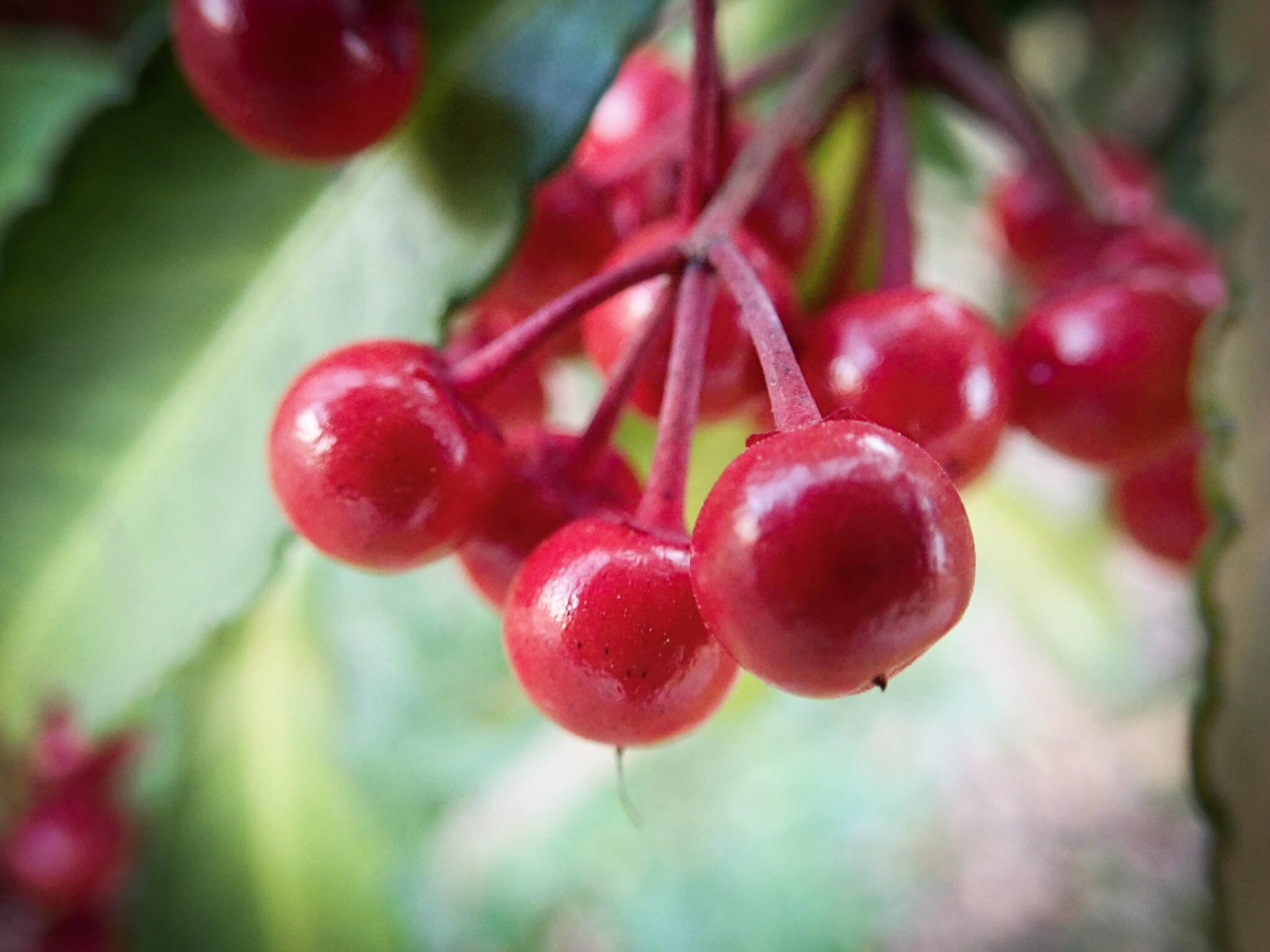
実を拡大

## 人間との関わり
センリョウ（千両）とともにマンリョウ（万両）という景気のよい名前が喜ばれて、庭木や鉢植え、縁起を担いで正月の花材（切り花）に利用される。関西ではセンリョウやアリドウシと一緒に植えて縁起を担ぐ。庭園（関東以南の地域に限る）では、いわゆる下木、根締めに用いられる。いわゆる古典園芸植物のひとつで、江戸時代には葉が縮れたりした変異個体が選抜されて、多様な品種群が栽培された。